# Winden am See
Winden am See (ungerska: Sásony, kroatiska: Binta) är en ort och kommun i Österrike. Den ligger i distriktet Neusiedl am See i förbundslandet Burgenland, i den östra delen av landet, 40 km sydost om huvudstaden Wien. 